# Comuna Hagfors
Hagfors (Hagfors kommun) este o comună din comitatul Värmlands län, Suedia, cu o populație de 12.071 locuitori (2013).

## Geografie

### Zone urbane
Lista celor mai mari zone urbane din comună (anul 2015) conform Biroului Central de Statistică al Suediei:
| Nr | Zona urbană | Pop.  |
| -- | ----------- | ----- |
| 1  | Hagfors     | 4.869 |
| 2  | Ekshärad    | 1.020 |
| 3  | Uddeholm    | 619   |
| 4  | Råda        | 449   |
| 5  | Sunnemo     | 276   |
| 6  | Mjönäs      | 257   |
| 7  | Bergsäng    | 203   |

## Demografie
| \| Evoluția demografică în comuna Hagfors, 1970–2015 \| Evoluția demografică în comuna Hagfors, 1970–2015 \| Evoluția demografică în comuna Hagfors, 1970–2015 \| Evoluția demografică în comuna Hagfors, 1970–2015 \| Evoluția demografică în comuna Hagfors, 1970–2015 \| \| ----------------------------------------------------------------------------------------------------- \| ------------------------------------------------- \| ------------------------------------------------- \| ------------------------------------------------- \| ------------------------------------------------- \| \| An \| \| \| Locuitori \| \| \| 1970 \| 1970 \| \| 19528 \| 19528 \| \| 1975 \| 1975 \| \| 18597 \| 18597 \| \| 1980 \| 1980 \| \| 17511 \| 17511 \| \| 1985 \| 1985 \| \| 16482 \| 16482 \| \| 1990 \| 1990 \| \| 16121 \| 16121 \| \| 1995 \| 1995 \| \| 15407 \| 15407 \| \| 2000 \| 2000 \| \| 14059 \| 14059 \| \| 2005 \| 2005 \| \| 13337 \| 13337 \| \| 2010 \| 2010 \| \| 12480 \| 12480 \| \| 2015 \| 2015 \| \| 11824 \| 11824 \| \| Sursa: SCB - Statistika Centralbyrån, Folkmängd efter region, civilstånd, ålder och kön. År 1968–2016 \| \| \| \| \| |      |  |           |       |
| Evoluția demografică în comuna Hagfors, 1970–2015 |      |  |           |       |
| An |      |  | Locuitori |       |
| 1970 | 1970 |  | 19528     | 19528 |
| 1975 | 1975 |  | 18597     | 18597 |
| 1980 | 1980 |  | 17511     | 17511 |
| 1985 | 1985 |  | 16482     | 16482 |
| 1990 | 1990 |  | 16121     | 16121 |
| 1995 | 1995 |  | 15407     | 15407 |
| 2000 | 2000 |  | 14059     | 14059 |
| 2005 | 2005 |  | 13337     | 13337 |
| 2010 | 2010 |  | 12480     | 12480 |
| 2015 | 2015 |  | 11824     | 11824 |
| Sursa: SCB - Statistika Centralbyrån, Folkmängd efter region, civilstånd, ålder och kön. År 1968–2016 |      |  |           |       |